# 韋氏伯傑油鯰
韋氏伯傑油鯰為輻鰭魚綱鯰形目長鬚鯰科伯傑油鯰屬的其中一種，分布於南美洲巴西Das Velhas河流域，體長可達19.7公分，棲息在河底，生活習性不明。